# Spinotrachelas
Genre
Spinotrachelas est un genre d'araignées aranéomorphes de la famille des Trachelidae.

## Distribution
Les espèces de ce genre sont endémiques d'Afrique du Sud.

## Liste des espèces
Selon World Spider Catalog (version 17.5, 15/10/2016) :
- Spinotrachelas capensis Haddad, 2006
- Spinotrachelas confinis Lyle, 2011
- Spinotrachelas montanus Haddad, Neethling & Lyle, 2011
- Spinotrachelas namaquensis Lyle, 2011
- Spinotrachelas similis Lyle, 2011

## Publication originale
- Haddad, 2006 : Spinotrachelas, a new genus of tracheline sac spiders from South Africa (Araneae: Corinnidae). African Invertebrates, vol. 47, p. 85-93.